# 伊凡·伊里奇之死
《伊凡·伊里奇之死》，又译《伊万·伊里奇之死》或譯《伊凡·伊列區之死》（俄文：Смерть Ивана Ильича），是俄国作家列夫·托尔斯泰发表于1886年的中篇小说。該小說讲述的是19世纪俄国一位高等法院法官因绝症而痛苦挣扎直至死亡的故事。

## 外部連接
- Compare English translations of The Death of Ivan Ilyich
- Translated by Louise and Aylmer Maude （页面存档备份，存于）
- Full text in the original Russian （页面存档备份，存于）
- LibriVox中的公有领域有声书《The Death of Ivan Ilyitch》